# Mäder
Mäder é um município da Áustria, situado no distrito de Feldkirch, no estado de Vorarlberg. Tem 3,23 km² de área e sua população em 2019 foi estimada em 4.101 habitantes.